# Aida (film)
Aida är en svensk operafilm från 1987 regisserad av Claes Fellbom.

## Handling
Handlingen följer i stort sett operan Aida:s handling. Aida är dotter till den etiopiske kungen, men har blivit slavinna vid det egyptiska hovet. Ingen känner till hennes verkliga bakgrund. De båda länderna befinner sig i krig och hären återvänder med Aidas far som krigsfånge, men ingen vet om hans identitet.

## Om filmen
Filmen premiärvisades 6 november 1987 på Folkoperan i Stockholm, TV2 visade operan 15 april 1990. Som förlaga har man  Giuseppe Verdis opera Aida som uruppfördes i Kairo 1871. Robert Grundin sjöng Radamès roll men den spelades av dansaren Niklas Ek och Marianne Myrsten sjöng översteprästinnans roll som spelades av Françoise Drapier, och Thomas Annmo Budbärarens, spelad av Lennart Håkansson. Kerstin Nerbe svarade för den musikaliska bearbetningen. Den uppsättning av Aida, som filmen bygger på, hade premiär på Folkoperan i Stockholm 1985.

## Rollista i urval
- Margareta Ridderstedt – Aida
- Niklas Ek – Radames
- Robert Grundin – Radames röst
- Ingrid Tobiasson – Amneris
- Jan van der Schaaf – Amonasro
- Alf Häggstam – Ramfis
- Staffan Rydén – kungens talesman
- Françoise Drapier – översteprästinnan
- Marianne Myrsten – översteprästinnans röst
- Lennart Håkansson – budbäraren
- Thomas Annmo – budbärarens röst
- Heléne Perback – dansare
- Kristin Kåge – dansare
- Ann Lee – dansare
- Annika Listén – dansare
- Saeed Hooshidar – dansare
- Björn Wikström – dansare

## Musik i filmen
- Aida, kompositör Giuseppe Verdi, italiensk text Antonio Ghislanzoni svensk text 1880 Herbert Sundberg